# Coelioxys chionospila
Coelioxys chionospila är en biart som beskrevs av Cockerell 1935. Coelioxys chionospila ingår i släktet kägelbin, och familjen buksamlarbin. Inga underarter finns listade i Catalogue of Life.